# Ercea (okręg Mehedinți)
Ercea – wieś w Rumunii, w okręgu Mehedinți, w gminie Căzănești. W 2011 roku liczyła 253 mieszkańców.